# ريك ميلر (سياسي كندي)
ريك ميلر هو سياسي كندي، ولد في 23 يوليو 1960 في بورنس ليك في كندا، وتوفي في 24 أكتوبر 2013 في إدمونتون في كندا. حزبياً، نشط في الحزب الليبيرالي الألبرتي. وقد انتخب عضو الجمعية التشريعية ألبرتا.